# ميخائيل بيري
ميخائيل بيري (بالإنجليزية: Michael Berry)‏ هو محامي أمريكي، ولد في 10 نوفمبر 1970 في أورانج في الولايات المتحدة.